# Filingué (département)
Le Département de Filingué est une subdivision administrative de 10 470 km2 de la région de Tillabéri au Niger. Son chef-lieu est Filingué.

## Géographie
Son territoire se décompose en :
- Communes urbaines : Filingué.
- Communes rurales : Imanan, Kourfeye Centre, Tondikandia

Évolution administrative
L'évolution administrative et politique du département se résume ainsi qu'il suit :
- subdivision de Filingué le 22 janvier 1901 ;
- cercle de Filingué le 30 mars 1956 ;
- arrondissement de Filingué à partir de 1964.
- département de Filingué à partir de 2002 comprenant les postes administratifs d’Abala et de Balléyara ;
- département de Filingué à partir du 8 août 2011.

Sur le plan administratif, le département de Filingué est subdivisé en trois (3) cantons (Kourfey, Imanan et Tondikandia).

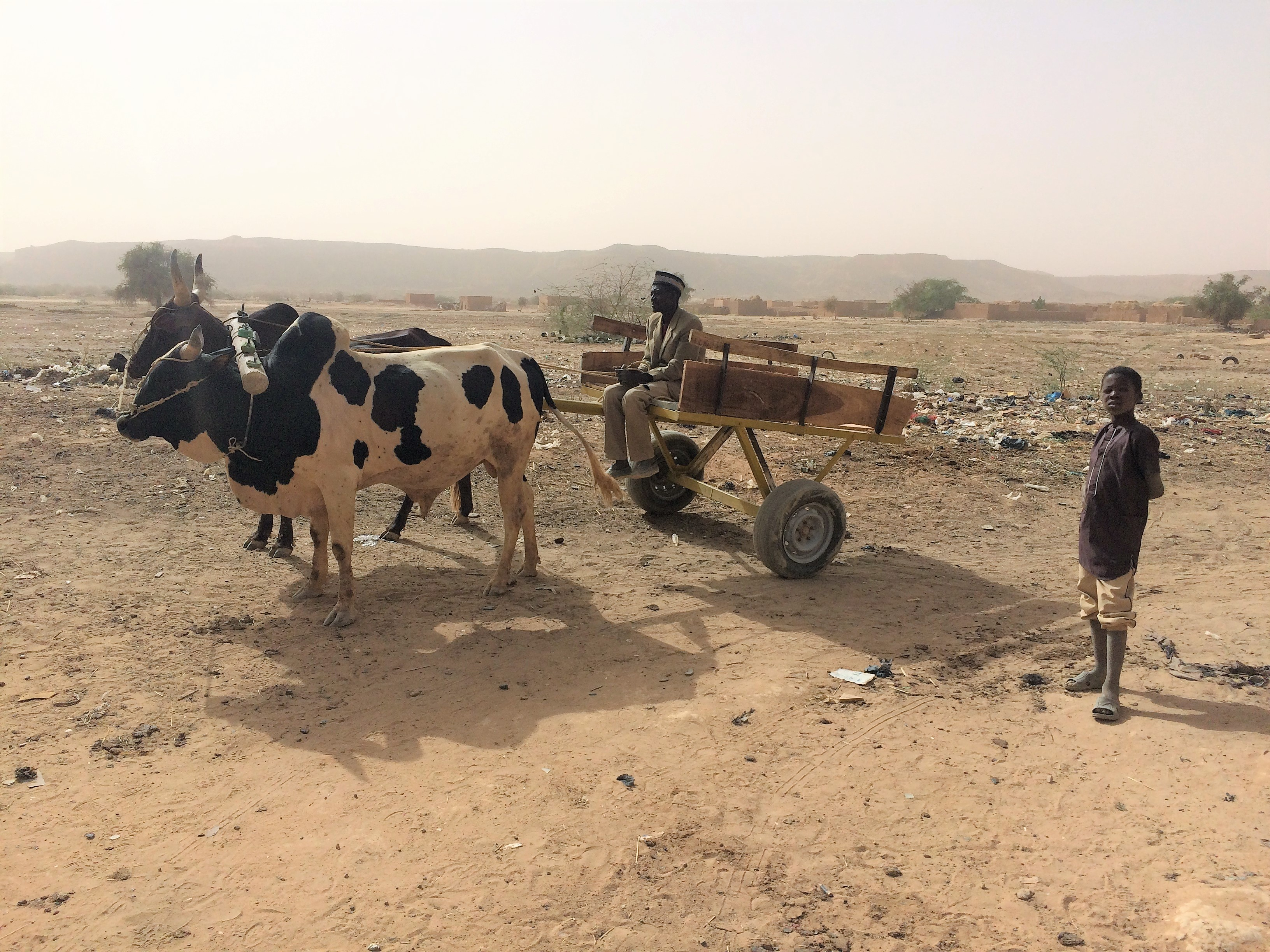
Homme avec une charrette à bœufs dans la périphérie de Filingué (Département de Filingué, Région de Tillabéri), Niger.

### Collectivités territoriales
Le département de Filingué compte trois (3) commune rurales (Tondikabdia, Imanan, Kourfey Centre) et une (1) commune urbaine (Filingué). La superficie du département se répartit comme suit :
- commune urbaine de Filingué : 4 802 km2 ;
- commune rurale de Tondikandia : 2 847 km2 ;
- commune rurale de l’Imanan : 1 666 km2 ;
- commune rurale du Kourfey Centre : 5 523 km2.

### Villages, tribus et quartiers du département
| Communes       | Nombre total villages/tribus /quartiers | Nombre villages | Nombre tribus | Nombre quartiers |
| -------------- | --------------------------------------- | --------------- | ------------- | ---------------- |
| Filingué       | 74                                      | 57              |               | 17               |
| Tondikandia    | 140                                     | 140             |               |                  |
| Imanan         | 43                                      | 41              | 2             |                  |
| Kourfey centre | 48                                      | 48              |               |                  |
| Total          | 305                                     | 286             | 2             | 17               |

Source : différents PDC des communes

### Situation
Le département de Filingué est entouré par :
- au nord : le département d'Abala
- à l'est : les départements de Doutchi et Loga (région de Dosso),
- au sud : le département de Balleyara
- à l'ouest : le département de Ouallam.

## Population
La population est estimée à 306 726 habitants en (RGP.H 2012).
Les principales ethnies du Département sont 
- les Kourfeyawas, issus du sous-groupe haoussa, dominants au Nord (commune rurale de Kourefey Centre et commune urbaine de Filingué)
- les Touaregs, très présents dans le sud (commune rurale de l’Imanan)
- les Peuls, localisés un peu partout dans le département
- les Zarmas, aussi très présents au sud, surtout dans la commune rurale du Tondikandia

La répartition de la population par commune est la suivante : 
| Communes      | Superficie (Km²) | Population (hbts) | Densité (hbts/km²) |
| ------------- | ---------------- | ----------------- | ------------------ |
| Filingué      | 4 802            | 92 097            | 19                 |
| Tondikandia   | 2 847            | 108 991           | 38                 |
| Imanan        | 1 666            | 38 783            | 23                 |
| Kourey Centre | 5 523            | 66 855            | 12                 |
| Total         | 14 838           | 306 726           | 20                 |

Source :
résultats du RGP/H 2012.

### Chefferies traditionnelles
Le département de Filingué compte en 2018,  5 chefferies traditionnelles, intégrées dans l'organisation administative de la République du Niger et classées en catégories affectées d’une grille d’allocation en fonction notamment de l’ancienneté et de l’importance démographique et historique. Le chef traditionnel est une personne élue ou désignée pour diriger une communauté coutumière et traditionnelle.
| Chefferie traditionnelle            | Fondée en | Catégorie |
| ----------------------------------- | --------- | --------- |
| Groupement Peulh d’Abala (Filingué) | 2003      | 1re       |
| Canton Tondikandia (Damana)         | 1900      | 5e        |
| Canton Imanan (Bonkoukou)           | 1830      | 5e        |
| Canton Tagazar (Tabla)              | 1735      | 6e        |
| Canton Kourfeye (Filingué)          | 1902      | 6e        |

## Histoire
Les premiers occupants de la zone auraient été des hommes de race blanche dominant des négrilles. Peu à peu les Sakié, population de race noire, les remplacent[réf. nécessaire]. Aux VI-VIIe siècles, les Haoussas venus de l’Est s’installent dans la région. Ils sont suivis aux XIII-XIVe siècles par les Songhaïs. Le métissage des populations Haoussa et Songhaï favorise l’émergence d’une ethnie dite Goubey. Jusqu’au XVIIe siècle, la zone du Dallol Bosso était occupée au Sud par les Tulmey (Haoussa) et la Kallé (Songhaï), au Nord par les Sakié et les Goubey.
Au cours du XVIe siècle, on observe une colonisation par l’ethnie Djerma chasse du Mali par les Touareg et les Peuls. À la fin du XVIIe siècle, les Djerma occupent la partie sud du Dallol jusqu’à Louma. La désintégration de l’empire Songhaï au début du XVIIIe siècle se traduit par une intensification des troubles dans la zone, notamment du fait des incursions touareg (rezzou).

Au XIXe siècle (1800/1810), les Kourfeyawa en provenance du Bornou (actuel Nigéria) apparaissent dans la zone. Leur métissage avec les Goubey donnera l’actuelle ethnie Soudié. Vers la même époque, on observe une poussée touarègue, notamment sur l’actuel Tagazar (par les Kel Souk) et sur l’Imanan (par les kel Nan). Ce siècle sera marqué par de continuels conflits entre Touareg et Djerma dans le Tondikandia et entre Touareg et Soudié dans le Kourfey. 